# دنیاگیری کووید-۱۹ در مازندران
دنیاگیری کووید-۱۹ در استان مازندران با شناسایی دو بیمار مشکوک در شهرستان بابل در ابتدای بهمن‌ماه ۱۳۹۸ آغاز شد. مازندران از نخستین استان‌های ایران بود که خبر رسمی مشاهده مورد مشکوک به کرونا در آن منتشر شد.

## تاریخچه
در هفته اول اسفند ۱۳۹۸، به‌دلیل طولانی بودن فرایند تست کرونا در آن زمان، ابتلای افراد مشکوک که بستری شده تأیید نشده‌بود؛ به‌همین دلیل رئیس دانشگاه علوم پزشکی بابل در سوم اسفند اعلام کرد که در بابل ابتلای هیچ بیماری تأیید نشده‌است. اما در همان روز سوم اسفند، دکتر سید عباس موسوی رئیس دانشگاه علوم پزشکی مازندران، در نخستین واکنش رسمی به شیوع کرونا در مازندران اعلام کرد که مازندران برای مقابله با ویروس کرونا آماده شد و بیمارستان‌های رازی قائمشهر، خاتم‌الانبیا بهشهر، امام خمینی آمل و امام خامنه‌ای عباس‌آباد برای پذیرش بیماران مشکوک به کرونا تجهیز و بستری شدند.

## آمار
بیش از ۷۲ هزار بیمار مبتلا به کرونا در مازندران شناسایی شدند که نزدیک به ۴۷ هزار و ۶۰۰ نفر از این بیماران در بیمارستان‌ها بستری شدند. البته این آمارها جدا از آمارهای دانشگاه علوم پزشکی بابل است و با احتساب آمارهای این دانشگاه تعداد افراد شناسایی شده مبتلا به کرونا در مازندران طی یک سال اخیر احتمالاً به یکصد هزار نفر هم می‌رسد.

### درگذشتگان
براساس گزارش ایرنا، تعداد جان‌باختگان کرونا در این استان نیز دست‌کم از ۲ هزار و ۳۰۰ نفر گذشته‌است؛ گرچه که آمار دقیق آن اعلام نمی‌شود. همچنین ۱۵ نفر از کادر درمان در مازندران در اثر این بیماری درگذشتند.

### درگذشتگان سرشناس

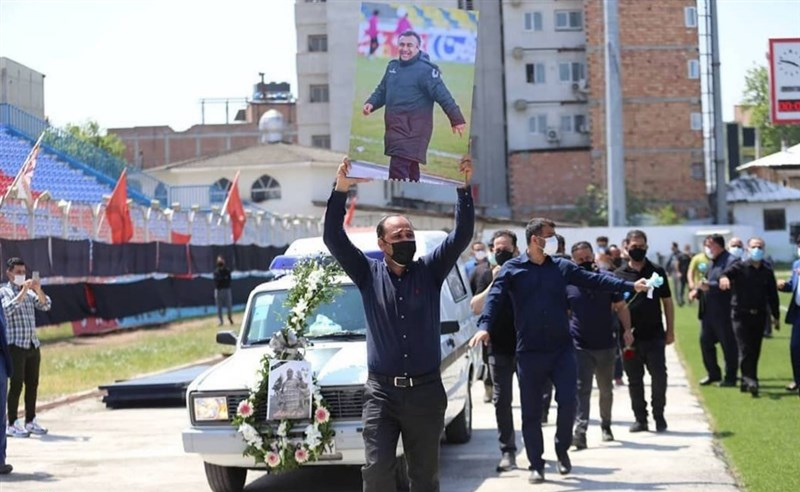
تشییع نادر دست‌نشان در ورزشگاه شهید وطنی

- نادر دست‌نشان: در بیمارستان رازی قائمشهر درگذشت.

## چالش‌ها

### جدی نگرفتن کرونا در جامعه
در نخستین روزهای اعلام رسمی شیوع کرونا در مازندران، جامعه چندان آن را جدی نگرفته بود حتی شوخی‌هایی با کرونا نیز در فضای مجازی دست به دست می‌شد.